# Setra ComfortClass 500

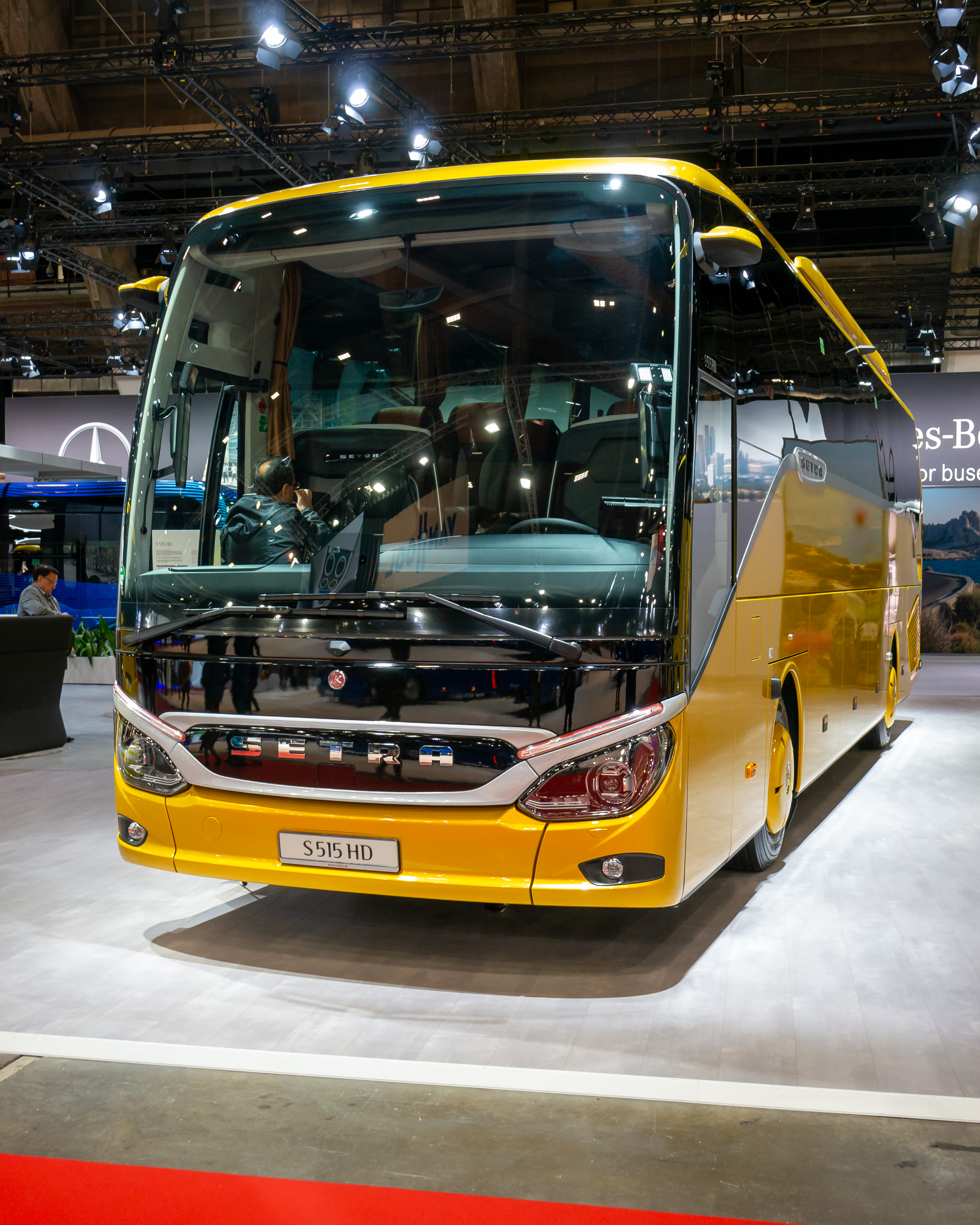
Setra S 515 HD der neusten Generation

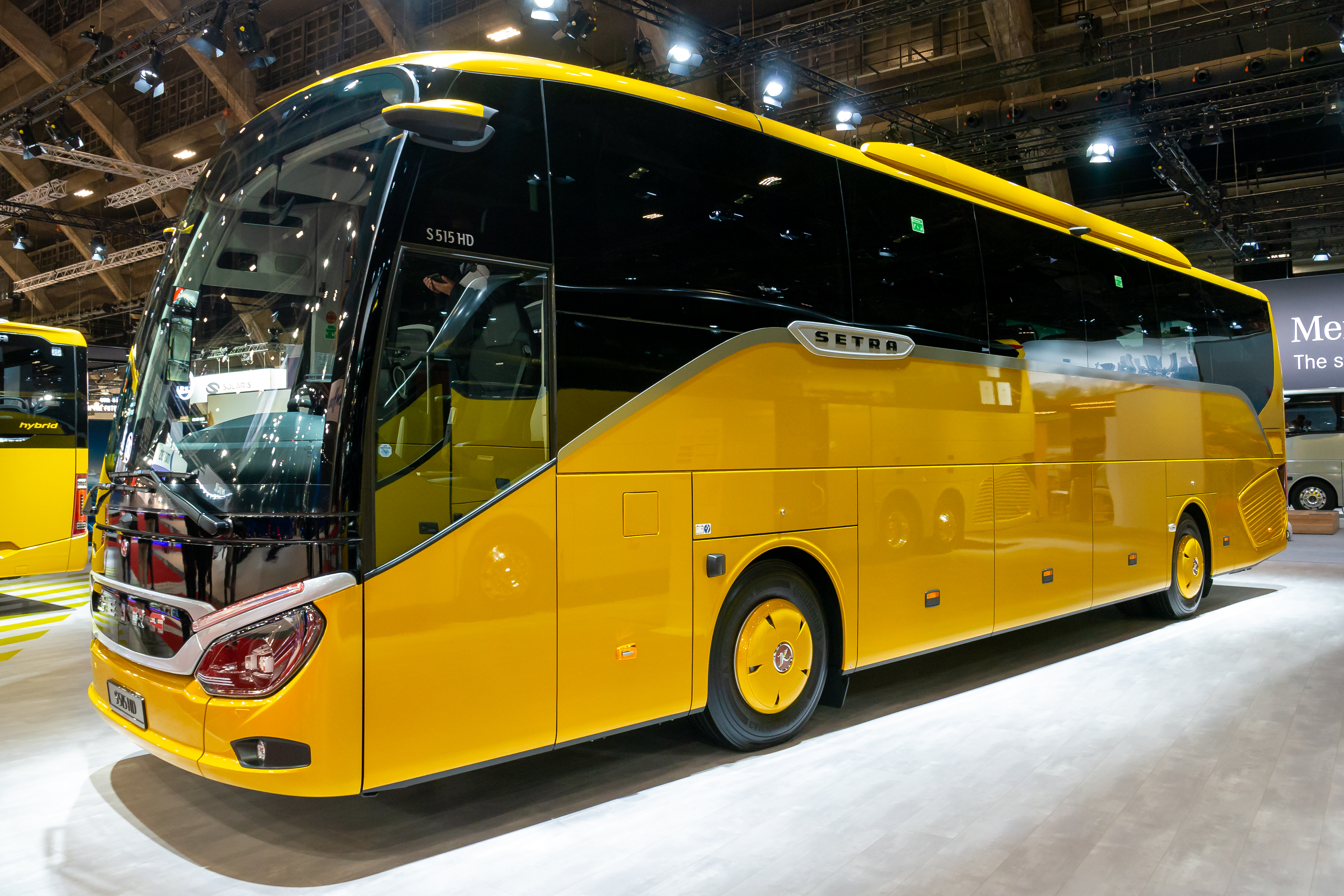
Setra S 515 HD der neusten Generation

Der Setra ComfortClass 500 ist eine Reisebus-Baureihe des deutschen Busherstellers Setra. Die Baureihe wird seit 2013 produziert und unter der Produktgruppe „ComfortClass 500“ angeboten. Der ComfortClass 500 ist der Nachfolger der ComfortClass 400-Baureihe. 2022 erhielt die ComfortClass 500-Baureihe ein Facelift, bei dem u. a. die Front überarbeitet wurde.

## Bustypen
| Typ        | Länge in m | Achsen |
| ---------- | ---------- | ------ |
| S 511 HD   | 10,465     | 2      |
| S 515 HD   | 12,295     | 2      |
| S 516 HD/2 | 13,115     | 2      |
| S 516 HD   | 13,115     | 3      |
| S 517 HD   | 13,935     | 3      |
| S 519 HD   | 14,945     | 3      |